# Naevius Sutorius Macro
Quintus Naevius Cordus Sutorius Macro (Kr. e. 21 – Kr. u. 38) római lovag, Tiberius és Caligula római császárok testőrparancsnoka 31 és 38 között. Katonai tribunusként tevékeny szerepet vállalt felettese, Lucius Aelius Seianus megbuktatásában, majd utódaként a párthívei ellen rendezett megtorlásban.
A korábban a római éjjeli- és tűzőrséget irányító Macro Gaius Caligula idején is megőrizte pozícióját: Suetonius szerint azzal nyerte el az elmebeteg uralkodó kegyeit, hogy 34 körül felesége, Ennia (vagy Eunia) a tudtával és beleegyezésével folytathatott házasságtörő viszonyt a császárral. Sőt egyes feltételezések szerint még az agg Tiberius életének megrövidítésében is segítségére volt a trónra vágyó Caiusnak.
38-ban császári rendelkezésre kinevezték Egyiptom helytartójának, ami egy ambiciózus politikus számára hatalmas lehetőséget jelentett, hiszen Egyiptom volt Róma egyik legfontosabb gabonaszállító vidéke, amelynek birtokában ki lehetett éheztetni a fővárost. Ez azonban csak csapda volt: Macrót elfogták és feleségével együtt kivégezték. A testőrgárda élén Cassius Chaerea követte.